# Бєлобородов Олександр Андріанович
Олександр Андріанович Бєлобородов (22 березня 1903, село Максінер Уржумського повіту Вятської губернії, тепер Уржумського району Кіровської області, Російська Федерація —  20 травня 1983, місто Калінін, тепер місто Твер, Російська Федерація) — радянський діяч, 1-й секретар Челябінського обкому ВКП(б), голова Челябінського облвиконкому. Депутат Верховної ради СРСР 2-го скликання.

## Біографія
Народився в селянській родині. З 1904 року разом із родиною проживав у Челябінську, де батько працював чорноробом і слюсарем вагонних майстерень. Навчався в залізничному двокласному училищі Челябінська.
З травня 1923 року працював інструктором із сільського господарства Челябінського окружного фінансового відділу. У 1923 році вступив до комсомолу.
З 1925 до 1926 року служив у Червоній армії.
З грудня 1926 до серпня 1927 року — начальник секретної частини Челябінського окружного фінансового відділу.
Член ВКП(б) з 1929 року.
У 1931 році закінчив агрономічний факультет Пермського державного університету.
У 1931—1932 роках — заступник директора м'ясорадгоспу «Скотовод» Сладковського району Уральської області. У 1933—1934 роках — старший агроном Камишловського свинорадгоспу Уральської області. На 1935 рік — начальник планово-економічного відділу Шадринського свинарського тресту Челябінської області.
У 1936—1938 роках — викладач Челябінської обласної вищої комуністичної сільськогосподарської школи.
З лютого до вересня 1938 року — заступник завідувача сільськогосподарським відділом Челябінського обласного комітету ВКП(б).
У вересні 1938 — січні 1939 року — 1-й секретар Чашинського районного комітету ВКП(б).
З січня до липня 1939 року — заступник завідувача Челябінського обласного земельного відділу.
У липні 1939—1940 роках — завідувач Челябінського обласного земельного відділу.
З 1940 до листопада 1941 року — 3-й секретар Челябінського обласного комітету ВКП(б).
У листопаді 1941 — квітні 1946 року — голова виконавчого комітету Челябінської обласної ради депутатів трудящих.
21 березня 1946 — лютий 1950 року — 1-й секретар Челябінського обласного комітету ВКП(б).
У 1950 році перебував у розпорядженні ЦК ВКП(б).
У 1950—1952 роках — завідувач Калінінського обласного відділу комунального господарства.
У 1952—1956 роках — начальник Калінінського обласного управління сільського господарства.
У 1956—1960 роках — директор Калінінської державної сільськогосподарської дослідної станції.
У 1960—1975 роках викладав у Калінінській обласній радшколі.
Потім — персональний пенсіонер у Калініні.
Помер 20 травня 1983 року в місті Калініні (Твері).

## Нагороди
- орден Трудового Червоного Прапора (1942)
- орден «Знак Пошани»
- медалі